# ديفيد هايتر
العنوان (بالإنجليزية: David Hayter)‏ (من مواليد 6 فبراير 1969) هو ممثل صوتي كندي-أمريكي وكاتب سيناريو. معروف بتأدية صوت شخصية سوليد سنيك وصوت بيج بوس في سلسلة ألعاب الفيديو ميتال غير. قام بكتابة سيناريو فيلم رجال-إكس وشارك في كتابة سيناريو الملك العقرب ورجال-إكس 2 والمراقبون. بعد الإعلان عن لعبة ميتال غير سوليد 5: ذا فانتوم بين في عام 2013، أعلن هايتر أنه لم يطلب منه تأدية دور شخصية "بيغ بوس"، تم تأكيد ذلك في وقت لاحق عندما أعلنت كونامي أن كيفر سثرلاند سيكون الصوت الجديد لهذه الشخصية.

## السيرة الذاتية
ولد في ولاية كاليفورنيا لأبوين كنديين. وبدأ التمثيل في سن التاسعة. في سن ال 15 انتقل هايتر إلى كوبه في اليابان حيث تخرج من الأكاديمية الكندية في 1987.

## أعمال

### تمثيل صوتي
- ميتال غير سوليد 2: سنز أوف لبرتي
- ميتال غير سوليد 3: سنيك إيتر
- ميتل جير سوليد : ذا توين سنيك
- ميتال غير سوليد
- ميتال جير أسيد 2
- قلعة هاول المتحركة (فيلم)
- سوبر سماش برذرز براول
- ميتال غير سوليد 4: غنز أوف ذا بتريوتس
- ميتال غير سوليد: بيس والكر
- ميتال غير سوليد
- ميتال غير سوليد: بورتبل أوبس
- ميتال غير سوليد
- ميتال غير سوليد 2: سنز أوف لبرتي

### كتابة سيناريو
- الملك العقرب (فيلم)
- رجال-إكس (فيلم)
- رجال-إكس 2
- المراقبون (فيلم 2009)

## روابط خارجية
- ديفيد هايتر على موقع IMDb (الإنجليزية)
- ديفيد هايتر على موقع روتن توميتوز (الإنجليزية)
- ديفيد هايتر على موقع ألو سيني (الفرنسية)
- ديفيد هايتر على موقع أول موفي (الإنجليزية)
- ديفيد هايتر على موقع قاعدة بيانات الأفلام السويدية (السويدية)
- ديفيد هايتر على موقع إن إن دي بي (الإنجليزية)
- ديفيد هايتر على موقع قاعدة بيانات الفيلم (الإنجليزية)
- ديفيد هايتر على موقع كينوبويسك (الروسية)